# Senna crotalarioides
Senna crotalarioides är en ärtväxtart som först beskrevs av Carl Sigismund Kunth, och fick sitt nu gällande namn av Howard Samuel Irwin och Rupert Charles Barneby. Senna crotalarioides ingår i släktet sennor, och familjen ärtväxter. Inga underarter finns listade i Catalogue of Life.